# Масаев, Тамби Мухамедович
Тамби Масаев (настоящее имя — Арсенуко Мухамедович Масаев; род. 2 декабря 1991, Нальчик) — российский актёр, комик и юморист. Выступил в жанре миниатюр в составе дуэта «Лена Кука» на телепроекте «Comedy Баттл», а затем в качестве резидента интернет-шоу «Что было дальше?».

## Биография
Родился в 1991 году в Нальчике, по национальности кабардинец. В школьные годы участвовал в художественной самодеятельности. После окончания школы продолжил обучение в Пятигорском государственном лингвистическом университете (ныне Пятигорский государственный университет, его специальность неизвестна). Во время обучения в вузе играл в КВН в командах «Вчера собрались», «Понаехали» и «Печенье». В 2009 году познакомился со своим будущим партнёром по юмористическому дуэту «Лена Кука», на тот момент игроком команды КВН «Печенье» — Рустамом Саидахмедовым (Рептилоид).
В 2016 году дуэт «Лена Кука» занял первое место на ТНТ «Comedy Баттл. Без границ». В 2018 году дуэт стал двукратным победителем проекта.
В 2015 году Тамби сыграл роль в фильме «По небу босиком».
С октября 2018 по ноябрь 2020 был ведущим утреннего шоу «Гутен Морген Фримен», выходящего на Comedy Radio.
С 2019 по 2021 год входил в актёрский состав проекта ТНТ «Однажды в России». В 2019 году стал одним из участников юмористического интернет-шоу «Что было дальше?», выходившем на YouTube и на VK Видео.
В 2020 году дуэт «Лена Кука» перерос в комедийное скетч-шоу «Lena Kuka crew» в котором помимо Тамби и Рустама принимают участие ряд других юмористов (Эмир, Макар и др.), канал проекта на YouTube имеет более 1 150 000 подписчиков (август 2023 года), скетч-шоу также транслируется на стриминговом сервисе «The Hole» (февраль 2022 года).
В августе 2023 года запустил развлекательное шоу «Отзывы» в качестве ведущего на YouTube-канале «Lena Kuka crew».
С 18 августа 2024 года стал ведущим спортивного шоу «Игры без границ» на ТНТ, совместно с Романом Нагучевым и Ляйсан Утяшевой.